# Vianos
Vianos é um município da Espanha na província de Albacete, comunidade autónoma de Castela-Mancha, com 127,9 km² de área. Em 2021 tinha 327 habitantes (densidade: 2,6 hab./km²).

## Demografia
| Variação demográfica do município entre 1991 e 2004 | Variação demográfica do município entre 1991 e 2004 | Variação demográfica do município entre 1991 e 2004 | Variação demográfica do município entre 1991 e 2004 |
| --------------------------------------------------- | --------------------------------------------------- | --------------------------------------------------- | --------------------------------------------------- |
| 1991                                                | 1996                                                | 2001                                                | 2004                                                |
| 520                                                 | 497                                                 | 482                                                 | 457                                                 |